# Aerobiologija
Aerobiologija je interdisciplinarna znanost koja se bavi proučavanjem biološkog porijekla čestica u zraku, njihovim transportom i međudjelovanjem. Aerobiološka istraživanja imaju značaj za medicinu, poljoprivredu, šumarstvo, klimatologiju i forenziku.

## Povijest aerobiologije u Hrvatskoj
U Hrvatskoj do 2002. podaci o vrstama i rasprostranjenosti peluda vrlo su oskudni, zbog nepostojanja sustavnih aerobioloških istraživanja, koja se u svijetu provode četrdesetak godina. 
Prvi pokušaji istraživanja rasprostranjenosti alergogenog peluda u Hrvatskoj započeli su 1959. godine na četiri lokacije: Hvar, Zagreb, Crikvenica i Dubrovnik, upotrebom gravimetrijske metode izlaganja predmetnih stakalaca peludu.
Nakon velike pauze, 1973. godine istraživanja su nastavljena u Zagrebu, ali su i ona ubrzo prekinuta.
Moderna aeropalinološka istraživanja upotrebom standardizirane volumetrijske metode započela su u Zagrebu 2002. godine, i od tada se sprovode kontinuirano. Republika Hrvatska je potom uspostavila suradnju s europskim zemljama, kao ravnopravna članica europske podatkovne baze EAN (European Aeroallergen Network) sa sjedištem u Beču. 
Danas u Hrvatskoj postoji 20 mjernih postaja (Zagreb, Samobor, Ivanić-Grad, Velika Gorica, Bjelovar, Varaždin, Karlovac, Osijek, Našice, Đakovo, Sisak, Kutina, Virovitica, Slatina, Beli Manastir, Slavonski Brod, Rijeka, Zadar, Split i Dubrovnik) koje svojim arealima uzorkovanja pokrivaju gotovo cijeli teritorij Hrvatske. 

## Oblast proučavanja
Ova znanstvena disciplina kao oblast biologije proučava čestice biološkog porekla prisutne u atmosferi, principe transporta, osobađanja, depozicije i njihov utjecaj u ekosistemu. Како аerobiološki uvjeti područja na kojemu žive pacijenti bitno utječu na liječenje te su liječnicima alergolozima, pri praćenju bolesti i određivanju terapije, iznimno važna saznanja ove znanstvene grane.
Najčešći predmet proučavanja aerobiologije su pelud i spore, čestice koje imaju izuzetno veliku ulogu u pojavi inhalatornih alergija.  disciplinom koja proučava čestice biološkog porekla prisutne u atmosferi, principe transporta, osobađanja, depozicije i njihovog uticaja u ekosistemu.

### Aerobiologija u alergologiji
Predviđanje i prognoza istraživanja koncentracija alergogenih čestica najveća je vrijednost aerobiologije u alergologiji, jer predstavlja veliku pomoć liječnicima u terapiji a   bolesnicima u prevenciji i terapiji.

## Cilj aerobioloških istraživanja
Aerobioloških istraživanja imaju za cilj da utvrde koncentracije alergološko značajnih čestica u zraku, i na temelju tih podataka, i određenih meteoroloških parametara prognoziraju njihovu pojavu u zraku.

## Metode uzorkovanja u aerobiologiji
U povijesti aerobiologije, za uzorkovanje peluda i spora koristili su se razni uzorkivači koji su koristili različite metode uzorkovanja, tako da se metoda uzorkovanja alergogenih čestica  (pelud i spore) mijenjala tijekom povijesti od gravimetrijske do danas suvremene volumetrijske metode. Iako su analitičke metode koje se temelje na morfologiji peluda do danas ostale iste. 
Hayd je prvi 1972. godine sumirao karakteristike koje mora imati uzorkivač alergogenih čestica.
- Jednostavnost konstrukcije
- Jednostavnost rukovanja
- Neovisnost o izvoru energije napajanja
- Efikasnost uzorkovanja
- Neovisnost o brzini vjetra
- Uzorkovanje svih čestica u zraku raspona veličine od 3-50 Pm
- Mogućnost dobivanja volumetrijskog rezultata
- Mogućnost dugotrajnog kontinuiranog uzorkovanja.

Aerobiološke metode koje se do danas primjenjuju, koriste dvije osnovne tehnike uzorkovanja gravimetrijsku i volumetrijsku metodu.

### Volumetrijska metoda
Volumetrijska metoda je danas jedina priznata metoda u aerobiologiji i koristi se prema preporuci EAACI  (European Academy of Allergy and Clinical Immunology) pododbora „Aerobiology and Environmental Aspects of Inhalant Allergens“.
Uzorkovanje se vrši volumetrijskim sakupljačem spora i peludi s ugrađenom vakuum
pumpom protoka 10 l/min. Uređaj je prilagođen za prikupljanje čestica iz zraka poput spora ili
peludnih zrnaca. Postavlja se približno 15 m iznad tla, udaljen od visokih zgrada ili drugih prepreka.
Očitavanje se vrši brojanjem peludnih zrnaca pod mikroskopom pri povećanju od 400 puta. Obradom
dobivenih podataka utvrđuje se ukupna dnevna koncentracija i u kojem je razdoblju dana koncentracija peludnih zrnaca bila najveća.

### Gravimetrijska metoda
Ovo je najjednostavnija metoda koja se temelji na taloženju čestica na horizontalnu 
površinu namazanu nekim adhezivnim sredstvom. Obično je to predmetno stakalce postavljeno u kučište uzorkivača.
Nedostaci
Ovakav tip uzorkovanja ima više nedostataka. 
- Prvi u prirodnom okolišu većina čestica ne istaložise u uzorkivaču zbog horizontalnih zračnih strujanja koja transportiraju čestice.
- Drugi, iz ovakvog uzorkovanja nije poznat volumen zraka, nemoguće je izračunati koncentraciju čestica koja se izražava brojem čestica u m3 zraka,
- Treći, uzorak peluda ili spora nije reprezentativan, jer je u uzorku najzastupljeniji pelud lokalnih biljaka koje se nalaze u blizini uzorkivača.[9][10]

Ova metoda uzorkovanja zbog brojnih nedostataka u aerobiologiji više se ne koristi.

## Vanjske poveznice
- Ivana Hrga, Barbara Stjepanović,  Alergije - Aerobiologija, peludni kalendar i peludna prognoza Pliva, Zdravlje.